# مصباح الأمان
مصباح الأمان (بالإنجليزية: Safety lamp)‏ هو أي من عدة أنواع من المصابيح التي تُوفّر الإضاءة في أماكن مثل مناجم الفحم حيث قد يكون الهواء محملاً بغبار الفحم أو تراكم الغازات القابلة للاشتعال، والتي قد تنفجر إذا اشتعلت، ربما بسبب شرارة كهربائية. حتى تطوير المصابيح الكهربائية الفعالة في أوائل القرن العشرين، كان عمال المناجم يستخدمون المصابيح اللهبية لتوفير الإضاءة. كانت المصابيح ذات اللهب المكشوف قد تشعل الغازات القابلة للاشتعال التي تتجمع في المناجم، مما يتسبب في حدوث انفجارات؛ ولذلك تم تطوير المصابيح الآمنة لتغليف اللهب ومنعه من إشعال الغازات المتفجرة. تم استبدال المصابيح اللهبية الآمنة للإضاءة في التعدين بمصابيح كهربائية محكمة ومضادة للانفجار، لكنها لا تزال تُستخدم للكشف عن الغازات.

## خلفية

### دامبس أو الغازات
لطالما أشار عمال المناجم تقليديًا إلى الغازات المختلفة التي يتم مواجهتها أثناء التعدين بمصطلح "دامبس" (damps)، وهو مشتق من الكلمة في اللغة الألمانية الدنيا الوسطى (Dampf) التي تعني "بخار". "دامبس" هي مزيج متنوع من الغازات وتعد مصطلحات تاريخية.
- غاز المناجم (Firedamp) - مزيج قابل للاشتعال يحدث طبيعيًا، يتكون أساسًا من الميثان.
- الغاز الأسود أو الغاز المختنق (Blackdamp or Chokedamp) - يتكون من النيتروجين وثاني أكسيد الكربون بدون أكسجين. يتشكل من الاحتراق الكامل لغاز الميثان أو يحدث بشكل طبيعي. الفحم الذي يتعرض للهواء يمر بعملية أكسدة بطيئة، وإذا لم يتم تهوية الأماكن غير المستخدمة في المنجم، قد تتكون جيوب من الغاز الأسود. يُطلق عليه أيضًا الهواء الأزوتي في بعض الأبحاث من القرن التاسع عشر.
- الغاز الأبيض (Whitedamp) – يتكون من الاحتراق غير الكامل للفحم أو غاز المناجم. قد يحتوي المزيج على كميات كبيرة من أول أكسيد الكربون، وهو غاز سام وقابل للانفجار.
- الغاز الكريه (Stinkdamp) – غاز كبريتيد الهيدروجين وغيره من الغازات التي تحدث طبيعيًا. يعتبر كبريتيد الهيدروجين سامًا للغاية، لكنه يمكن اكتشافه بسهولة عن طريق الرائحة. الغازات الأخرى التي قد تكون معه تشمل غاز المناجم أو الغاز الأسود.
- الغاز الناتج بعد الانفجار (Afterdamp) – الغاز الناتج عن انفجار غاز المناجم أو غبار الفحم. يحتوي على نسب متغيرة من الغاز الأسود والغاز الأبيض، وبالتالي يكون خانقًا أو سامًا أو قابلًا للانفجار، أو أي مزيج من هذه الحالات. قد يحتوي الغاز الناتج أيضًا على الغاز الكريه. قد يكون الغاز الناتج بعد الانفجار أكثر فتكًا بعد الانفجار نفسه.

### الإضاءة باللهب المكشوف
قبل اختراع مصابيح الأمان، كان عمال المناجم يستخدمون الشموع ذات اللهب المكشوف. وأدى هذا إلى وقوع انفجارات متكررة. على سبيل المثال، في أحد مناجم الفحم (كيلينغورث) في شمال شرق إنجلترا، قُتل 10 عمال مناجم في عام 1806 و12 عام 1809. في عام 1812، اختنق 90 رجلاً وفتى أو احترقوا حتى الموت في حفرة فيلينغ بالقرب من غيتسهيد، و22 في العام التالي.
وصف نيكولاس وود (Nicholas Wood) في عام 1853 عملية اختبار المنجم للكشف عن غاز المناجم (Firedamp). يتم إعداد شمعة بقص فتيلتها وإزالة الدهون الزائدة منها. تُمسك الشمعة بيد ممدودة على مستوى الأرض، بينما تُستخدم اليد الأخرى لحجب الضوء باستثناء طرف اللهب. عند رفع الشمعة، يُلاحظ الطرف؛ فإذا لم يتغير، يكون الجو آمنًا. ولكن إذا تحول الطرف إلى اللون الرمادي المائل إلى الأزرق وزاد ارتفاعه إلى نقطة رفيعة ممتدة بلون أزرق أعمق، فهذا يدل على وجود غاز المناجم. عند اكتشاف غاز المناجم، تُخفض الشمعة ويتم الترتيب لتهوية المنطقة أو إشعال الغاز عمدًا بعد انتهاء نوبة العمل. لإشعال الغاز، يتقدم شخص مع شمعة مشتعلة موضوعة على طرف عصا. يُبقي رأسه منخفضًا ليسمح للانفجار بالمرور فوقه، لكنه يقف فورًا بشكل مستقيم بعد الانفجار لتجنب التعرض للغازات السامة الناتجة عن الانفجار (Afterdamp). يُعرف هذا الشخص رسميًا بـ"رجل الإطفاء" (Fireman)، ولكنه كان يُطلق عليه أيضًا اسم "التائب" أو "الراهب" بسبب الثوب الذي يشبه غطاء الرأس الذي كان يرتديه للحماية. كانت الملابس الواقية تُصنع من الصوف أو الجلد المبلل جيدًا. كانت هذه المهمة تحمل مخاطر عالية للإصابة أو فقدان الحياة.
عندما دخلت حيز الاستخدام المنتظم، تم استخدام البارومتر لتحديد ما إذا كان الضغط الجوي منخفضًا، مما قد يؤدي إلى تسرب المزيد من غاز المناجم من طبقات الفحم إلى صالات المناجم. ظلت هذه المعلومات ضرورية حتى بعد إدخال مصابيح الأمان؛ ففي تريمدون غرينغ وقع حادث يتعلق بالضغط.
كان نقص الإضاءة الجيدة سببًا رئيسيًا للإصابة بمرض العين المعروف باسم "الرأرأة" (Nystagmus). كان عمال المناجم الذين يعملون في طبقات الفحم الرفيعة أو عند تقطيع الفحم من الأسفل مضطرين للاستلقاء على جانبهم في ظروف ضيقة. كان عليهم استخدام الفأس بضربات أفقية إلى نقطة تتجاوز أعلى رؤوسهم. ولكي يتمكنوا من رؤية هدفهم (حيث كانت الضربات الدقيقة ضرورية)، كان عليهم إجهاد أعينهم في اتجاه يميل عادة إلى الأعلى وإلى أحد الجانبين. هذا الإجهاد تسبب بداية في الإصابة برأرأة مؤقتة، ثم تحولت إلى إعاقة دائمة. الحالات الخفيفة من الرأرأة كانت تصحح نفسها إذا توقف العامل عن أداء هذا النوع من العمل، ولكن إذا لم تُعالج، كانت تضطر المصاب إلى التوقف عن العمل في التعدين. ساهمت الإضاءة المنخفضة التي توفرها المصابيح الآمنة في زيادة حالات الإصابة بالرأرأة.

### المحاولات الأولى للمصابيح الآمنة

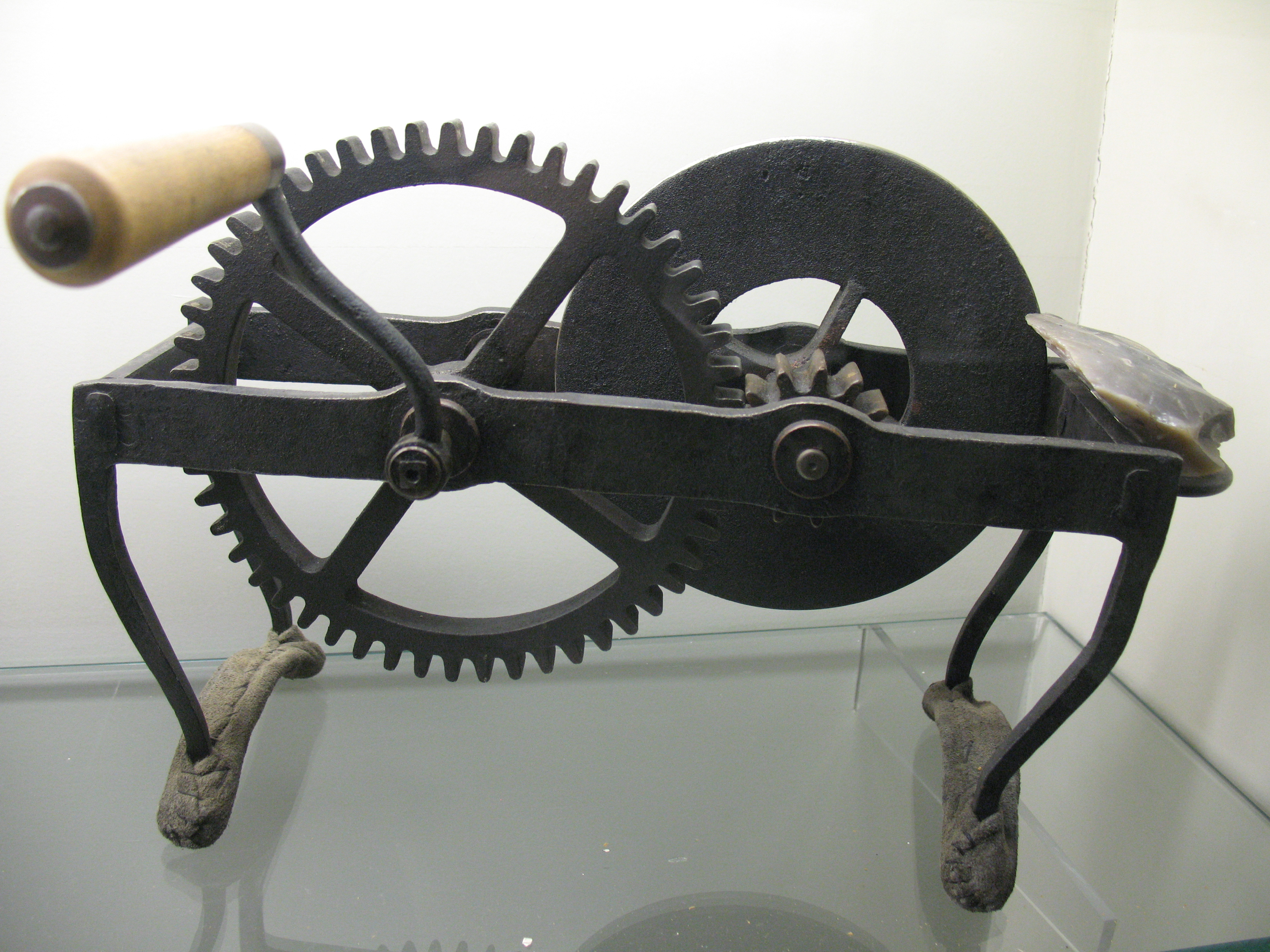
طاحونة سبيدينغ في متحف التعدين الألماني، بوكوم، شمال الراين وستفاليا، ألمانيا

في أوروبا وبريطانيا، تم استخدام جلود الأسماك المجففة التي تنبعث منها إضاءة حيوية خافتة (تسمى غالبًا بالفسفورية).
تم تجربة مصانع الصوان والصلب التي قدمها كارلايل سبيدنغ (Carlisle Spedding) (1696-1755) قبل عام 1733 ولكن بنجاح محدود. يمكن رؤية مثال لمصنع فولاذ سبيدنغ في المتحف في وايتهافن حيث كان سبيدنغ مديرًا لمناجم السير جيمس لوثر، البارون الرابع. تم تدوير قرص فولاذي بسرعة عالية بواسطة آلية كرنك. أدى الضغط على حجر الصوان على القرص إلى ظهور وابل من الشرر وإضاءة خافتة. كانت هذه المطاحن صعبة الاستخدام، وكان يعمل فيها في كثير من الأحيان صبي، وكانت مهمته الوحيدة هي توفير الإضاءة لمجموعة من عمال المناجم. كان من المفترض أن الشرارات لا تمتلك طاقة كافية لإشعال مصباح النار حتى وقعت سلسلة من الانفجارات في منجم والسند (Wallsend) في عام 1784؛ وأظهر انفجار آخر في يونيو 1785، والذي نجا منه مشغل المطحنة، أن الاشتعال ممكن.
استخدم أول مصباح أمان صممه ويليام ريد كلاني (William Reid Clanny) زوجًا من المنافيخ لضخ الهواء عبر الماء إلى شمعة مشتعلة داخل غلاف معدني مزود بنافذة زجاجية. كانت الغازات الناتجة عن الاحتراق تخرج عبر الماء. كان المصباح آمنًا بطبيعته بشرط أن يظل في وضع رأسي، ولكنه كان يُصدر ضوءًا ضعيفًا. كان ثقيلًا وغير عملي ويتطلب وجود شخص لضخه باستمرار. لم يكن المصباح ناجحًا من الناحية العملية، مما دفع كلاني لاحقًا إلى تغيير أساس تشغيل المصابيح في التصاميم اللاحقة بناءً على مصابيح ديفي (Davy) وستيفنسون (Stephenson).

## مصابيح الزيت

### مبادئ التشغيل
يجب أن تعالج مصابيح السلامة القضايا التالية:
- توفير الضوء الكافي
- عدم التسبب بالانفجارات
- التحذير من وجود جو خطير

يتطلب الاشتعال وجود ثلاثة عناصر: الوقود، والمؤكسد، والحرارة؛ وهو ما يُعرف بـ "مثلث النار". إذا تم إزالة أحد عناصر هذا المثلث، سيتوقف الاشتعال. يجب أن يضمن المصباح الآمن بقاء مثلث النار داخل المصباح دون انتقاله إلى الخارج.
نظرًا لأن أي جو قابل للتنفس يحتوي على الأكسجين، ولأن السبب الأساسي لوجود المصباح الآمن هو العمل في جو يحتوي أيضًا على الوقود (مثل غاز المناجم أو غبار الفحم)، فإن العنصر الذي يجب منعه هو الحرارة. يكمن السر في تصنيع مصباح أمان ناجح في التحكم في انتقال الحرارة مع السماح بدخول وخروج الهواء (المؤكسد الضروري) من المصباح.
هناك ثلاثة مسارات رئيسية يجب من خلالها منع الحرارة من مغادرة المصباح:
- الحمل الحراري للغازات الناتجة عن الاحتراق،
- التوصيل الحراري عبر جسم المصباح،
- اشتعال غاز المناجم الداخل أثناء مروره عبر مدخل المصباح.

في مصباح غيوردي (Geordie lamp)، يتم فصل مدخل الهواء ومخارج الغازات المستهلكة. تحتوي المداخل على قيود لضمان مرور كمية كافية فقط من الهواء للاحتراق. يتم وضع مدخنة طويلة فوق اللهب لتحتوي على الغازات المستهلكة. إذا ارتفعت نسبة غاز المناجم، يقل توفر الأكسجين في الهواء، مما يؤدي إلى ضعف أو انطفاء الاحتراق. كانت المصابيح الأولى من نوع "غيوردي" مزودة بغطاء بسيط من النحاس المثقوب فوق المدخنة لتقييد تدفق الهواء بشكل أكبر وضمان عدم هروب الغازات المستهلكة الحيوية بسرعة كبيرة. لاحقًا، استخدمت التصاميم شبكة معدنية أو شاشًا لنفس الغرض، بالإضافة إلى كونه حاجزًا بحد ذاته. يدخل الهواء عبر عدد من الأنابيب الدقيقة (في التصاميم الأولى) أو من خلال معرض (في التصاميم اللاحقة). في نظام المعرض، يمر الهواء عبر عدد من الفتحات الصغيرة إلى المعرض ثم عبر شبكة سلكية إلى المصباح. تعمل الأنابيب على تقييد التدفق وضمان تبريد أي تدفق عكسي. تتحرك جبهة اللهب بشكل أبطأ في الأنابيب الضيقة (وهي ملاحظة رئيسية لستيفنسون)، مما يسمح للأنابيب بمنع هذا التدفق بشكل فعال.
في نظام دافي (Davy)، يحيط شاش معدني باللهب ويمتد لمسافة أعلى ليشكل قفصًا؛ ولا تمر النيران من خلال شبكة دقيقة بدرجة كافية. تحتوي جميع مصابيح دافي، باستثناء أقدمها، على طبقة مزدوجة في الجزء العلوي من القفص. يتم تبريد الغازات الساخنة المتصاعدة بواسطة الشاش، حيث يقوم المعدن بنقل الحرارة بعيدًا ويتم تبريده بواسطة الهواء الداخل. لا يوجد قيد على دخول الهواء إلى المصباح؛ إذا كان هناك مصباح حريق فسوف يمر عبر الشبكة ويحترق داخل المصباح نفسه، ولكن دون إشعال الغاز في الخارج. وبما أن المصباح يحترق بشكل أكثر سطوعًا في الأجواء الخطرة، فإنه يعمل بمثابة تحذير للعاملين في المناجم من ارتفاع مستويات بطاريات النار. تستخدم تكوينات كلاني (Clanny) قسمًا زجاجيًا قصيرًا حول اللهب مع أسطوانة من الشاش فوقه. يتم سحب الهواء إلى الداخل وينزل مباشرة داخل الزجاج، ثم يمر صاعدًا عبر اللهب في مركز المصباح.
تُصنع الأغطية الخارجية للمصابيح من مواد مثل النحاس أو الفولاذ المعلب، والتي لا تسبب شرارة إذا اصطدمت بالصخور.

### التاريخ والتطور
في غضون أشهر من عرض كلاني لمصباحه الأول، تم الإعلان عن تصميمين محسنين: الأول بواسطة جورج ستيفنسون، والذي أصبح فيما بعد مصباح جوردي، ومصباح ديفي، الذي اخترعه همفري ديفي. وبعد ذلك، دمج كلاني جوانب من كلا المصباحين وأنتج سلف جميع مصابيح الزيت الآمنة الحديثة.
جورج ستيفنسون جاء من عائلة تعمل في التعدين، وبحلول عام 1804 حصل على وظيفة كوابح في منجم كيلينجورث. كان حاضرًا خلال انفجاري 1806 و1809 في المنجم. بحلول عام 1810، أصبح مهندسًا مسؤولًا عن الآلات فوق الأرض وتحتها. كان المنجم مليئًا بالغاز، وقاد ستيفنسون الجهود لإخماد حريق في عام 1814. لسنوات قبل 1815، كان يجري تجارب على الشقوق التي ينبعث منها الغاز، وخلص إلى أن مصباحًا داخل مدخنة يمكن أن يخلق تيارًا هوائيًا كافيًا لمنع تسرب الغاز القابل للاشتعال إلى الأسفل. قادته ملاحظاته حول سرعة اللهب في الشقوق والممرات إلى تصميم مصباح يحتوي على أنابيب دقيقة تسمح بدخول الهواء.
طُلب من السير همفري ديفي دراسة مشكلة مصباح الأمان بعد انفجار فيلينج. كان الباحثون السابقون قد استخدموا غاز الفحم (الذي يتكون أساسًا من أول أكسيد الكربون) بشكل خاطئ، معتقدين أنه نفس غاز المناجم القابل للاشتعال. أما ديفي، فجمع عينات من الغاز من المناجم لإجراء تجاربه، واستفاد من معرفته ككيميائي تجريبي بفشل اللهب في المرور عبر الشبكات المعدنية. ساعدته تجاربه في تحديد الحجم المناسب لشبكة مصباح عمال المناجم.
في عام 1816، حصل ديفي على وسام رمفورد وجائزة قدرها 1,000 جنيه إسترليني من الجمعية الملكية، بالإضافة إلى جائزة قدرها 2,000 جنيه إسترليني من ملاك المناجم. الذين منحوا أيضًا جنيه (105 جنيهات إسترلينية) لستيفنسون. كما منحت لجنة نيوكاسل ستيفنسون جائزة قدرها 1000 جنيه إسترليني تم جمعها عن طريق الاشتراك. كما حصل كلاني على ميدالية من الجمعية الملكية للفنون عام 1816.
كانت مصابيح ديفي وستيفنسون هشة. تعرضت شبكة مصباح ديفي للصدأ في الهواء الرطب داخل المناجم، مما جعلها غير آمنة، بينما كان زجاج مصباح ستيفنسون عرضة للكسر، ما سمح للهب بإشعال الغاز في المنجم. لاحقًا، أضاف ستيفنسون شبكة معدنية لحماية المصباح عند كسر الزجاج. حاولت تصاميم لاحقة، مثل مصابيح غراي، موسيلر، ومارسو، التغلب على هذه المشاكل باستخدام شبكات معدنية متعددة، لكن مشكلة الزجاج لم تُحل إلا بعد تطوير الزجاج المقسى.
كان الاستخدام غير الصحيح لمصابيح الأمان يقوض الغرض منها ويشكل خطرًا. عندما تنطفئ الشعلة في المصباح، كان عمال المناجم يميلون إلى فتحه وإعادة إشعاله. وكان بعضهم يفتح المصابيح لإشعال غلايين التبغ تحت الأرض. كانت هاتان الممارستان محظورتين تمامًا. كان من المتوقع أن يعود العامل إلى فتحة المنجم لإعادة إشعال المصباح المنطفئ، وهي رحلة ذهاب وإياب قد تمتد لعدة أميال. بالنسبة للعمال الذين يتقاضون أجورًا وفقًا للإنتاج، قد تؤدي إعادة الإشعال إلى خسارة تصل إلى 10% من أجر يومهم، مما دفعهم إلى المخاطرة. كما كان بعض العمال يتعمدون إتلاف الشبكة المعدنية لجعل المصباح أكثر إشعاعًا. لتجنب إعادة الإشعال الخطرة (أو فتح المصباح لإشعال الغليون)، فُرض من منتصف القرن، وبشكل خاص بعد قانون 1872، أن تحتوي المصابيح على آلية قفل تمنع العامل من فتحها. كان هناك نظامان: الأول يتطلب أداة خاصة تُحفظ عند مدخل المنجم، والثاني يجعل المصباح ينطفئ تلقائيًا عند فتحه. يمكن رؤية هذه الآلية في مصابيح موسيلر، ولاندو، وييتس. عُرف هذا النوع من المصابيح باسم "مصباح الحماية"، وهو اسم تم اعتماده لاحقًا كعلامة تجارية. لم يكن يسمح بفتح المصباح للتعبئة والصيانة إلا عند العودة إلى السطح. طُورت آليات قفل مختلفة، لكن العمال كانوا مبدعين في إيجاد طرق للتحايل عليها. كان من المفترض أن ترافق كل مجموعة من العمال عدة مصابيح مضاءة إضافية، لكن تقليل عددها كان وسيلة واضحة لتوفير التكاليف بالنسبة لمالكي المناجم.
كان الضوء المنبعث من هذه المصابيح ضعيفًا، خاصة مصباح ديفي بسبب الشبكة المعدنية، وكان أضعف من الشموع. لم تُحل هذه المشكلة حتى ظهور الإضاءة الكهربائية حوالي عام 1900، وإدخال المصابيح المثبتة على الخوذ عام 1930، ما أدى إلى محاولات مستمرة للتحايل على أقفال المصابيح.
كما اكتُشف أن تيارات الهواء قد تتسبب في تمرير اللهب عبر الشبكة المعدنية، حيث يؤدي تسخين الشبكة بسرعة إلى رفع حرارتها إلى درجة كافية لإشعال الغاز خارج المصباح.